# Мартин, Имон
Имон Мартин (англ. Eamon Martin; род. 30 октября 1961, Дерри, Северная Ирландия) — ирландский прелат. Коадъютор архиепископа Армы с 18 января 2013 по 8 сентября 2014. Архиепископ Армы с 8 сентября 2014.

## Ранние годы и образование
Имон Мартин родился 30 октября 1961 года в Дерри, в Северной Ирландии, после получения своего начального образования в Дерри, он поступил в семинарию и в итоге завершил подготовку к священству в колледже Святого Патрика, в Мейнуте, получив бакалавра наук (с отличием) в области математических наук в Ирландском национальном университете в Мейнуте; бакалавра богословия (с отличием) в теологии.

## Священство
Имон Мартин был рукоположен в священника в епархию Дерри 28 июня 1987 года. После своего рукоположения отец Имон служил викарием (помощником священника) в кафедральном соборе епархии Дерри с 1987 года по 1989 год. Затем он служил преподавателем в Дерри с 1990 по 1998 год.
Далее отец Мартин продолжил обучение в Университете Квинс в Белфасте с 1989 года по 1990 год. Мартин отправился на учёбу в колледж Святого Эдмунда Кембриджского университета в 1998—1999 годов, где он получил степень магистра философии в школе развития.
С 1999 года по 2008 год отец Мартин вернулся туда, где учился, чтобы стать деканом. После этого он был назначен генеральным секретарём Ирландского конференция епископов до 2010 года.
С 2010 года по 2011 год отец Мартин был генеральным викарием епархии Дерри. С ноября 2011 года, после отставки епископа Шимус Хегарти, до января 2013 года был избран епархиальным администратором. В 2011 году отец Мартин был назначен Капелланом Его Святейшества.

## Будущий глава Ирландской Церкви
18 января 2013 года состоялось назначение монсеньора Мартина, коадъютором архиепископа Армы. Мартин сказал, что он был потрясен, когда узнал о назначении. «Я очень осознаю большое доверие, которое Святой Отец вложил в меня, но на самом деле я должен признаться, это было с большой нервозностью и трепетом, и что я принял его вызов», сказал он. Монсеньор Мартин обратился к скандалы по поводу сексуальных домогательств, которым были подвержены в течение последних двух десятилетий. «Одна из самых больших проблем, стоящих перед нашей Церкви— признать, жить с этим, и извлекать уроки из прошлого, в том числе из страшных травм, вызванных злоупотреблениями», сказал он. Епископ-эмерит Дерри Эдвард Дэйли сказал, что он видел его, как «чистую пару рук» после скандалов о сексуальных домогательствах. «Он не несёт никакого багажа из прошлого с собой», сказал епископ.
Коадъютор-архиепископ Мартин также является директором Национального совета по защите детей в католической церкви — органа, созданного в результате широко распространенных клерикальных скандалов, связанных с сексуальными домогательствами в Церкви Ирландии. О своём назначении, монсеньор Мартин сказал, что одна из самых больших проблем, стоящих перед Церковью было жить и учиться у прошлого. Он заявил на пресс-конференции в Арме, что Церковь «не может принять как данность, что сохранение системы мы должны быть месте надежными и отказоустойчивыми, поэтому мы должны продолжать работать над этим».